# Барыбино (Серпуховский район)
Барыбино — деревня в городском округе Серпухов Московской области. До упразднения в 2018 году Серпуховского района входила в состав Данковского сельского поселения (до 29 ноября 2006 года входила в состав Туровского сельского округа).

## Население
| 2002 | 2006 | 2010 |
| ---- | ---- | ---- |
| 28   | ↘19  | ↗35  |

## География
Барыбино расположено примерно в 28 км (по шоссе) на восток от Серпухова, у границы со Ступинским районом, на правом берегу реки Лопасни, высота центра деревни над уровнем моря — 138 м.